# Bulbophyllum subaequale
Bulbophyllum subaequale là một loài phong lan thuộc chi Bulbophyllum.